# Ferdinand Lenaert
Ferdinand Nicolas Lenaert (Aalst (Oost-Vlaanderen), 11 maart 1721 - aldaar, 4 oktober 1779) was een hoger ambtenaar in Aalst in de achttiende eeuw.

## Levensloop
Lenaert was een zoon van Jean-Baptiste Lenaert, baljuw van Moorsel bij Aalst, belastingontvanger in Vlaanderen, en van Anne-Marie de Regnaucourt de Baenst.
Hij volgde de humaniora aan het Sint-Jozefscollege te Aalst. Hij studeerde rechten aan de universiteit van Leuven en vestigde zich in Aalst als advocaat.
Hij trouwde met Jeanne Terlinden (1733).
Hij werd in 1749 eerste griffier en raadpensionaris in het hoofdcollege van de twee steden (Aalst en Geraardsbergen) en van het Land van Aalst.
Hij speelde een rol om aan de zelfstandige kasselrijen (zoals het Land van Aalst) stemrecht te doen verkrijgen in de Staten van Vlaanderen.
Hij was ook proviseur van de Sint-Martinuskerk in Aalst en was er onder meer betrokken bij het bouwen van het nieuw doksaal en van het Van Peteghemorgel.
Toen de jezuïetenorde in 1773 werd opgeheven, zorgde hij ervoor dat hun opvoedingsmethode kon worden verder gezet in het Coninclyk Collegie en Lantspensionaat, dat de opvolging nam. 
In de uitgaven van de Costumen van de twee steden en den Lande van Aalst (uitgave 1771, bij De Goesin in Gent) werd zijn naam vaak vernoemd.